# Beaumont-le-Roger
Beaumont-le-Roger ist eine französische Gemeinde mit 2767 Einwohnern (Stand 1. Januar 2022) im Département Eure in der Region Normandie; sie gehört zum Arrondissement Bernay und zum Kanton Brionne.

## Geografie

### Geografische Lage
Die Gemeinde Beaumont-le-Roger liegt im Tal der Risle in der Landschaft Pays d’Ouche. Der nach der Gemeinde benannte Wald von Beaumont ist 3600 Hektar groß, erstreckt sich über vier Gemeinden und ist der größte private Wald der Normandie.

### Nachbargemeinden
| Fontaine-l’Abbé                                             | Serquigny, Launay                           | Beaumontel              |
| Corneville-la-Fouquetière, Mesnil-en-Ouche, Fontaine-l’Abbé | Kompassrose, die auf Nachbargemeinden zeigt | Barc, Grosley-sur-Risle |
| Le Noyer-en-Ouche                                           | Le Noyer-en-Ouche                           | Le Noyer-en-Ouche       |

### Natura 2000
Teile des Gemeindegebiets von Beaumont-le-Roger gehören zu dem Natura 2000 Schutzgebiet Risle, Guiel, Charentonne. Es sollen dort die Habitate bestimmter Arten geschützt werden.

## Geschichte

### Gallo-Römische Zeit

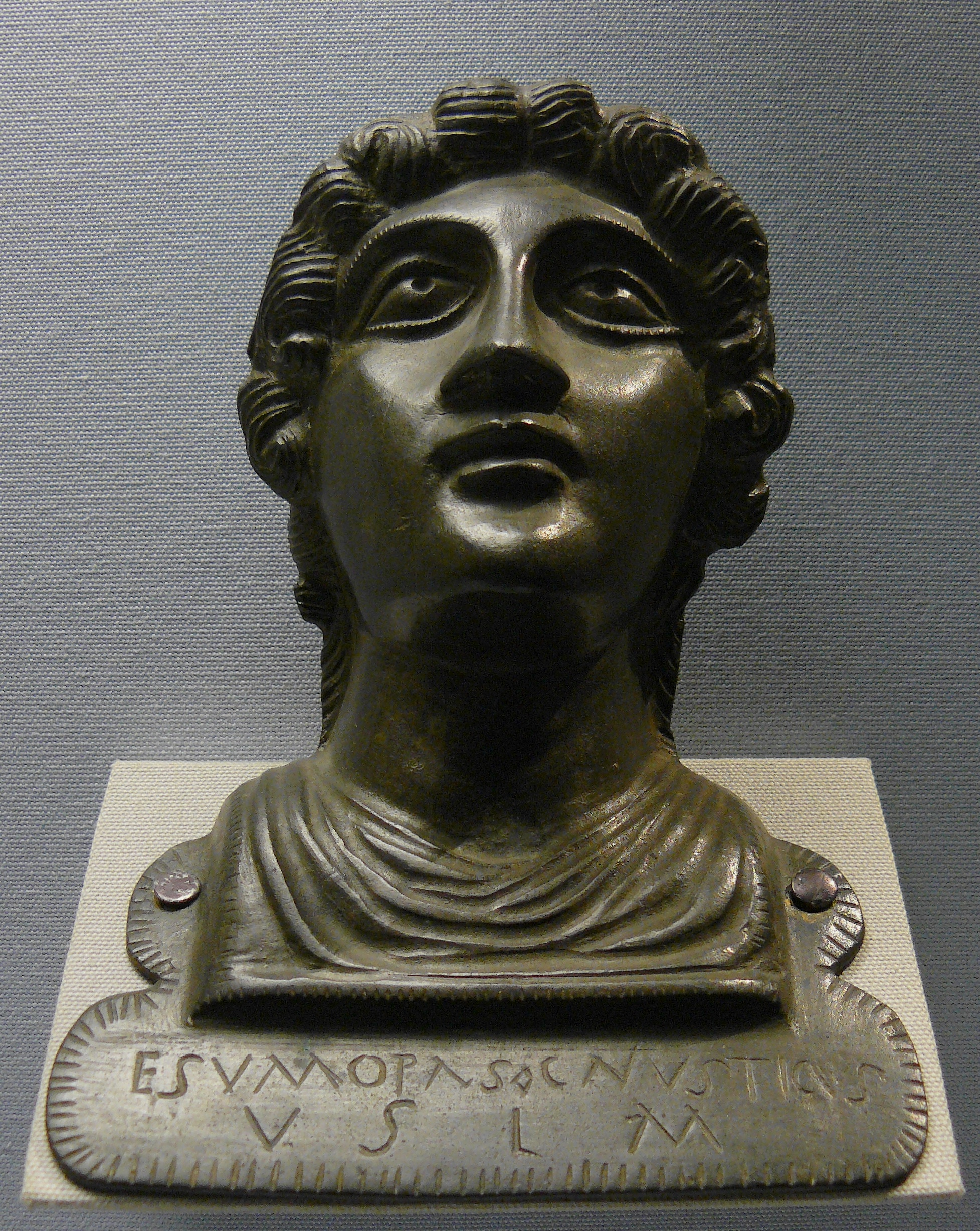
Gallo-römische Büste aus dem Wald von Beaumont.

Die Römerstraße von Brionne (Breviodurum) nach Évreux (Mediolanum) verlief durch das heutige Gemeindegebiet. 1882 wurde in Beaumont-le-Roger ein goldener Halbstater der Baiokassen gefunden. Der Avers zeigt einen Kopf, der Revers ein Pferd und eine Inschrift. 1830 führte der Archäologe Charles de Stabenrath im Wald von Beaumont bei der Kapelle Saint-Marc Ausgrabungen durch und fand zwei Gallo-römische Umgangstempel. Die Tempel wurden gegen Ende des 1. oder Anfang des 2. Jahrhunderts gebaut. In den Gebäuden wurden verschiedene Kultgegenstände gefunden, eine Büste und zwei Gefäße aus Bronze. Außerdem fanden die Archäologen mehrere Münzen, eine Statuette, einen Schlüssel, Dachziegel und Scherben. Bei den Münzen handelte es sich um Antoniniane und Sesterzen aus dem 2. und 3. Jahrhundert. Etwa vierhundert weitere Münzen wurden im gleichen Jahr unter einer alten Eiche gefunden. Diese Münzen stammten ebenfalls aus dem 2. und 3. Jahrhundert. 1831 wurden etwa 60 Silber- und Bronzemünzen im Weiler La Verrerie gefunden. Stabenrath erkannte auf einer der Münzen das Abbild von Faustinus (nach 273). 1832 wurden im lieu-dit (‚Ort der genannt wird..‘) Château-Simon im Wald östlich von Gouttières (heute: Mesnil-en-Ouche) unter einem Baum eine Vase mit 4000 bis 5000 Antonianen gefunden, von denen die meisten aus der Regierungszeit des Gallienus (253–268) stammen.

### Mittelalter
Beaumont war anfangs Besitz der Herzöge der Normandie und wurde im Jahr 1008 zugunsten von Judith von Bretagne, der Ehefrau des Herzogs Richard II., abgetrennt, die das Gebiet an die Abtei von Bernay weitergab. Der Namenszusatz le Roger bezieht sich auf Roger de Beaumont (1015–1094), Sohn eines Beraters Wilhelm des Eroberers. Roger de Beaumont ließ ausgehend von dem heutigen Stadtteil Le Bourg-Dessus eine Burg erbauen, die Stadt befestigen, gründete eine Kirche und um 1070 die Priorei La Sainte-Trinité.
Archäologische Untersuchungen in dem Viertel Le Bourg-Dessus haben sich durch die Zerstörungen im Zweiten Weltkrieg und Abrisse alter Gebäude im Jahr 1982 zur Sanierung des Viertels als schwierig erwiesen. Ein Einwohner fand auf seinem Grundstück etwa fünfzig Stücke mittelalterlicher Keramiken aus dem 13. Jahrhundert. Im Süden seines Grundstücks sind Reste der Befestigungsmauern der Burg aus dem 11. Jahrhundert erhalten. Außerdem ist dieses Grundstück der Standort der ersten Kirche Beaumonts. Die Kirche war Leonhard von Limoges geweiht. Bei der folgenden archäologischen Grabung stellte sich heraus, dass die Keramiken in einem ehemaligen Gebäude lagen, von dem nur noch Grundmauern aus Feuerstein und Mörtel zu finden waren, wobei eine der Mauern zur Wehrmauer der Burg gehört haben muss. Vor dem Gebäude wurde ein Grab gefunden, das etwa aus der gleichen Zeit wie die Keramiken stammt.
König Philipp V. (1293–1322) gab 1316 die neu geschaffene Grafschaft Beaumont an Odo IV. (1295–1350), um sich dessen Unterstützung im Streit um den Thron zu sichern. 1328 gab Philipp VI. (1293–1350) die Grafschaft Robert III. von Artois (1287–1342) und verlieh Robert III. die Würde eines Pair de France. Robert III. wurde aber schon 1331 aus Frankreich verbannt. Die Grafschaft Beaumont war damals so groß wie das heutige Arrondissement Bernay. Im Hundertjährigen Krieg (1337–1453) ließ Bertrand du Guesclin (1320–1380) die Burg schleifen.
1651 tauschte Ludwig XIV. (1638–1715) die Grafschaft, deren Hauptort inzwischen Évreux war, mit Frédéric-Maurice de La Tour d’Auvergne (1605–1652) gegen Sedan.

### Deutsch-Französischer Krieg
Im Deutsch-Französischen Krieg (1870/71) wurde Beaumont-le-Roger am 13. Dezember 1870 von deutschen Truppen eingenommen und verwüstet.

### Zweiter Weltkrieg und danach
Im Vorfeld des Zweiten Weltkriegs (1939–1945) entstand im Bereich Le Bourg-Dessus ein Feldflugplatz. Erste militärische Nutzer waren nach Kriegsausbruch die Briten, die sich jedoch im Mai 1940 zurückziehen mussten.
Nach der Besetzung Frankreichs durch die deutsche Wehrmacht wurde der Flugplatz ab Juli 1940 durch die Organisation Todt zu einem Einsatzplatz deutscher Jagdflugzeuge, zunächst des Typs Messerschmitt Bf 109 und später auch Focke-Wulf Fw 190, ausgebaut. Hauptsächlicher Nutzer war das Jagdgeschwader 2 „Richthofen“ der Luftwaffe. Ein weiterer Nutzer war zwischen Juli 1940 und Juni 1941 das Kampfgeschwader 76 (KG 76), anfangs ausgerüstet mit Do 17Z und später mit Ju 88A. Zunächst lag hier bis März 1941 die IV. (IV./KG 76) und dann ab April die I. Gruppe (I./KG 76). Auf dem Flugplatz arbeiteten bis zu 2000 Männer. Im weiteren Verlauf des Zweiten Weltkriegs (1939–1945) wurde Beaumont-le-Roger am 28. Juni 1943, am 22./23. Mai 1944 und am 17. August 1944 durch die Alliierte Luftwaffe bombardiert.
Bei den Bombardements im Mai 1944 starben zwei Personen. Es wurden 50 Häuser und die Kirche zerstört. Bei ihrem Rückzug plünderte die Wehrmacht die Stadt, es kam aber zu keinerlei Kampfhandlungen. Insgesamt wurde die Stadt 32 mal bombardiert, dabei wurden 60 Prozent der Häuser zerstört. Beaumont-le-Roger wurde daher der Verdienstorden Croix de Guerre 1939-1945 verliehen.
Man kann heute noch im Gras eine Start- und Landebahn von 1350 Metern und eine von 915 Metern erkennen. Außerdem existieren Reste von 22 großen Unterständen, 12 Explosionsschutzwänden, Rollbahnen, einer Kommunikationsstation sowie 18 Flugabwehrkanonen. Um die Alliierten zu täuschen, wurde sogar in 6 Kilometern Entfernung eine falsche Piste angelegt. Somit war der Flugplatz damals einer der größten  Militärflugplätze der Normandie. Ein Dokumentarfilm über den Flugplatz wurde am 9. November 2020 auf dem Fernsehsender France 3 gezeigt.
Bis 2015 war Beaumont Hauptort eines Kantons.

### Bevölkerungsentwicklung
| Jahr      | 1793 | 1800  | 1831  | 1872  | 1891  | 1911  | 1954  | 1975  | 2009  | 2014  | 2020  |
| --------- | ---- | ----- | ----- | ----- | ----- | ----- | ----- | ----- | ----- | ----- | ----- |
| Einwohner | 949  | 1.237 | 2.515 | 1.985 | 1.886 | 2.092 | 2.175 | 2.828 | 2.955 | 2.980 | 2.791 |

Zwischen 1795 und 1800 wurden Saint Aubin de Barq und Saint Leonard de Beaumont eingemeindet. 1825 wurde die Ortschaft Les Vieilles eingemeindet.

## Gemeindepartnerschaften
- Hercegkút, Ungarn[16]
- Obersulm, Deutschland
- Wotton-under-Edge, England

## Kultur und Sehenswürdigkeiten

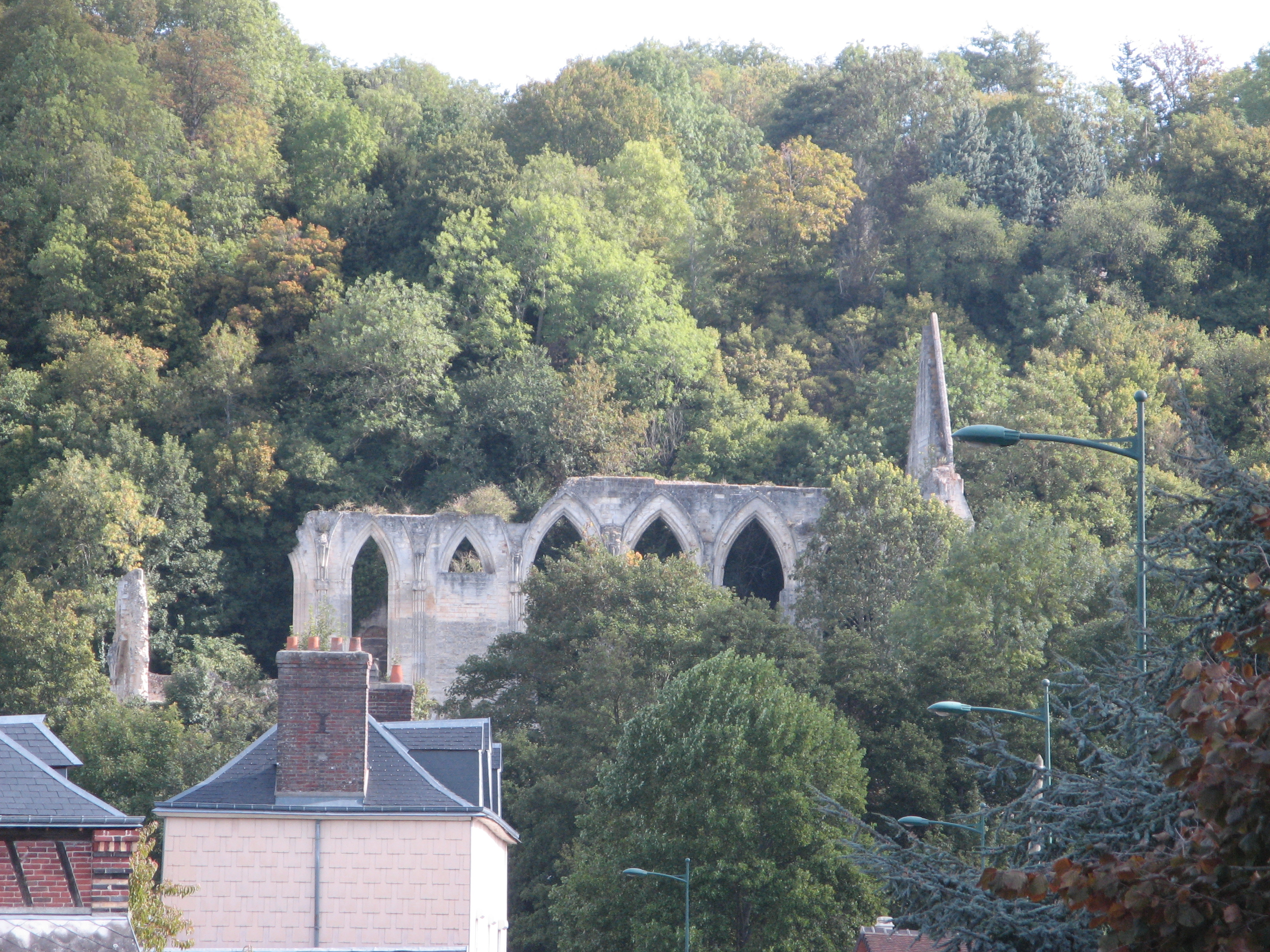
Die Ruine der Priorei.

Beaumont-le-Roger ist mit drei Blumen im Concours des villes et villages fleuris (Nationalrat der beblümten Städte und Dörfer) vertreten. Die „Blumen“ werden im Zuge eines regionalen Wettbewerbs verliehen, wobei maximal vier Blumen erreicht werden können.
Auf dem Gemeindegebiet gelten kontrollierte Herkunftsbezeichnungen (AOC) für Calvados und Pommeau (Pommeau de Normandie) sowie geschützte geografische Angaben (IGP) für Schweinefleisch (Porc de Normandie), Geflügel (Volailles de Normandie) und Cidre (Cidre de Normandie und Cidre normand).
In der Kirche von Beaumont-le-Roger steht eine hölzerne Statue des Rochus von Montpellier aus dem 17. Jahrhundert. Die Statue gilt als wundertätig und noch heute hängen Gläubige Bänder oder kleine Wäschestücke an die Statue, um den Segen des Heiligen zu erbitten.

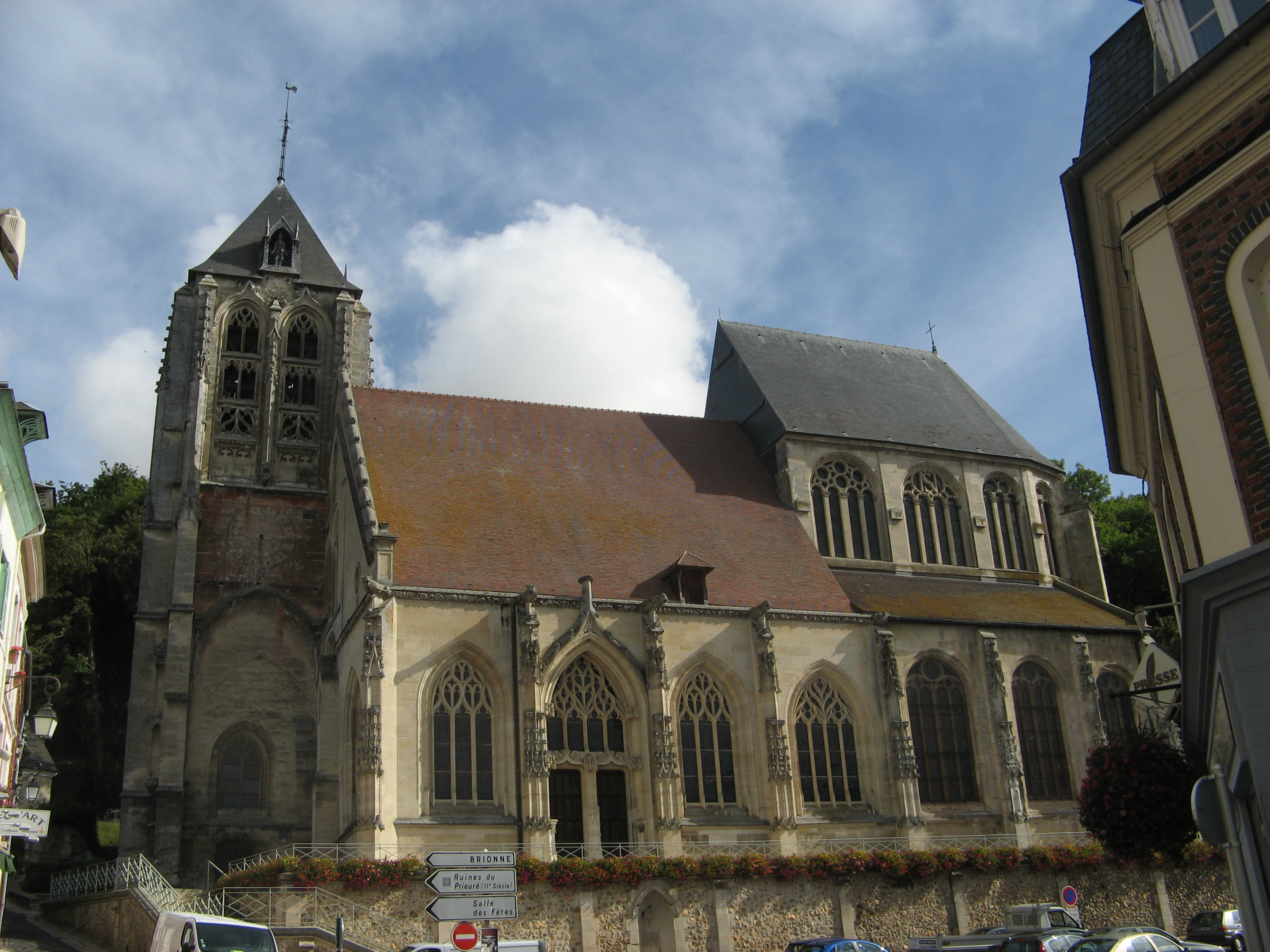
Die Kirche Saint-Nicolas.

- Ruinen der Priorei La Sainte-Trinité (11.–13. Jahrhundert)
- Die Kirche Saint-Nicolas (12.–17. Jahrhundert)
- Manoir du Hom
- Flugplatz aus dem Zweiten Weltkrieg

### La Bossue
Robert Poirier de Narçay (1859–1918) war Arzt in Beaumont-le-Roger. Er schrieb den Roman, la Bossue (deutsch: die Bucklige), der um 1900 veröffentlicht wurde. Der Roman spielt in und um Beaumont-le-Roger. Die Landschaft und der Wald von Beaumont werden in dem Roman genau beschrieben. Der Wald hatte um 1900 wirtschaftliche Bedeutung. Das Holz diente zum Heizen, der Wald spendete Nahrung in Form von Beeren, Pilzen und Wild. Letzteres wurde von Wilderern und von den Besitzern des Waldes gejagt. Zudem bot der Wald Arbeitsplätze in der Holzwirtschaft und Köhlerei. Es handelt sich um einen Wald im Privatbesitz, der damals wie heute durch Waldwächter bewacht wird, von den Besitzern zur Jagd und zur Holzwirtschaft genutzt wird. Damit hat sich die soziale Beziehung der Bevölkerung zu dem Besitzer des Waldes und seinen Waldwächtern seit der Feudalzeit bis heute wenig geändert. Die Bevölkerung darf durch den Wald hindurchgehen, das ist alles. Damals wie heute kommt es zu Fällen von Wilderei.

## Wirtschaft
Das Unternehmen Schneider Electric hat einen Produktionsstandort in Beaumont-le-Roger.

### Verkehr
Der Bahnhof von Beaumont-le-Roger wird von der Linie Paris-Saint-Lazare – Serquigny und Lisieux – Évreux der SNCF angefahren. Außerdem gibt es eine Busverbindung, die Linie 205, von Beaumont-le-Roger nach Val-de-Reuil.

## Persönlichkeiten
- Onfroi de Vieilles († um 1050), war der Herr der Honneur de Beaumont und Vater von Roger de Beaumont.
- Galéran IV. (1104–1166) war Herr von Beaumont-le-Roger, ab 1118 als Galéran IV. Graf von Meulan und ab 1138 1. Earl of Worcester.
- Jean-Louis de Marillac, comte de Beaumont-le-Roger (1572/1573–1632) war ein französischer Heerführer und Staatsmann, Marschall von Frankreich.
- Blanche Hoschedé-Monet (1865–1947) war eine französische Malerin. Sie lebte mit ihrem Mann ein paar Jahre in Beaumont-le-Roger, bevor sie 1914 zu ihrem Schwiegervater Claude Monet nach Giverny zog.
- Louis Aston Knight (1873–1948), Künstler, besaß ein Haus in Beaumont-le-Roger an der Risle und malte den Fluss und die Gebäude.[25][26]
- Marcel Mule (1901–2001) war ein französischer Saxophonist und Komponist im Bereich der klassischen Musik. Seine Familie zog 1906 nach Beaumont-le-Roger.
- Philippe Delerm (* 1950) ist ein französischer Schriftsteller: Er lebt seit 1975 in Beaumont-le-Roger.[27]

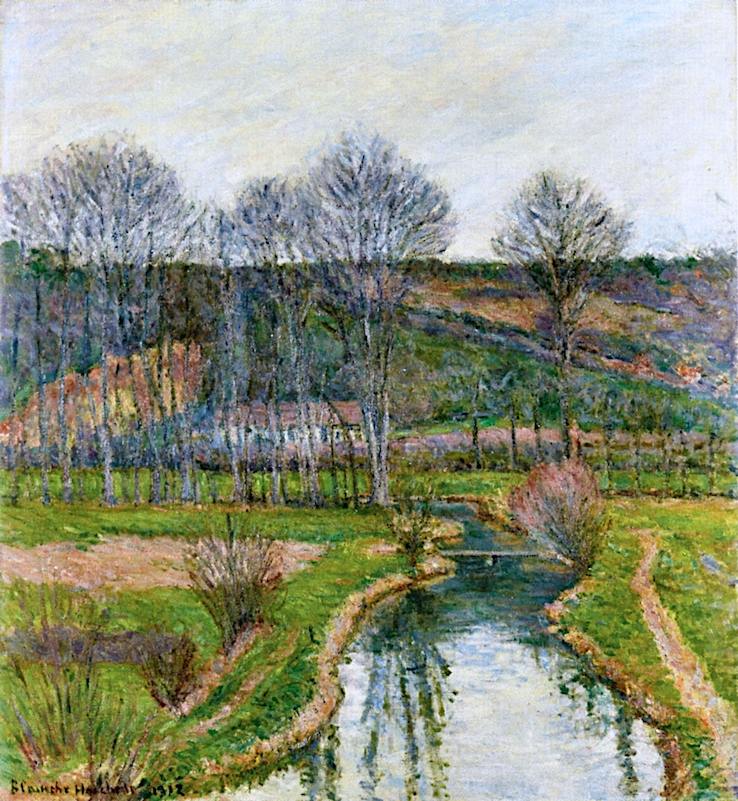
Die Risle in Beaumont im Herbst. Gemälde von Blanche Hoschedé-Monet.
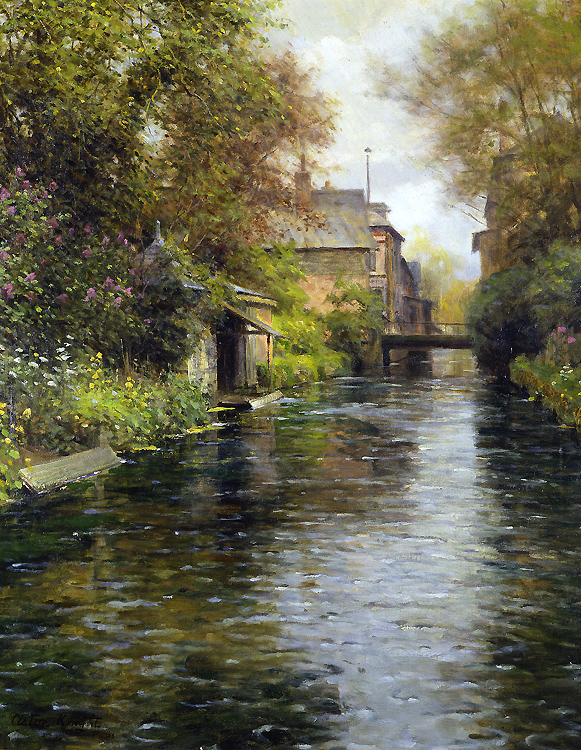
Die Risle in Beaumont. Gemälde von Louis Aston Knight.